# A Bell Will Ring
«A Bell Will Ring» es una canción del grupo de rock inglés Oasis, perteneciente al álbum "Don't Believe The Truth", del 2005. Fue compuesta por Gem Archer, guitarrista de la banda desde 1999, y exintegrante del grupo Heavy Stereo. 
Su duración es de poco más de tres minutos. El tema de la canción es acerca de ser optimista y no dejarse vencer por la adversidad. 
En son de broma, la banda dice que trata sobre el bajista, Andy Bell. El cual llamaba constantemente a los hermanos Liam y Noel Gallagher para ensayar, y como contó Noel en una entrevista por televisión, la canción se refiere a sus constantes llamadas que lo atormentaban. 
También narra una historia sobre una vez que lo llamó a las dos de la mañana y lo despertó. "A bell will ring inside your head", dice el estribillo, que significa "una campana sonará en tu cabeza", pero teniendo en cuenta que dice "A Bell" haría referencia a Andy Bell.
- Datos: Q12154682